# Ean Evans
Ean Evans (ur. 16 września 1960, zm. 6 maja 2009) – basista Lynyrd Skynyrd. W wieku 5 lat zaczął grać na trąbce, natomiast w wieku 15 lat na gitarze basowej. W zespole zastąpił Leona Wilkesona.